# Ljubodrag Simonović
Ljubodrag Simonović (Vrnjačka Banja,, 1. siječnja 1949.), srbijanski je košarkaš. Bivši je državni reprezentativac. Po struci je pravnik.

## Športska karijera
Igrao je za kraljevsku Slogu, za koju je zaigrao sa 17 godina. Poslije je igrao za beogradsku Crvenu zvezdu od 1968. do 1976. godine. Osvojio je dva prvenstva (1968./69. i 1971./72.), tri državna kupa Radivoja Koraća i Kup pobjednika kupova 1973./74. 1971./72. i 1974./75. bio je finalist Kupa pobjednika kupova. Od 1976. do 1978. je igrao za zapadnonjemački 1.FC 01 Bamberg.
Za jugoslavensku reprezentaciju je sudjelovao na nekoliko velikih međunarodnih športskih natjecanja: na europskim prvenstvima na 23 susreta (EP 1967., 1969., 1971.), na svjetskim prvenstvima na 6 susreta (SP 1970.), na olimpijskim košarkaškim turnirima (OI 1972.) je odigrao 6 utakmica te na Balkanskim igrama 15 susreta. Ukupno je za reprezentaciju odigrao 110 susreta, postigavši 1018 koševa. 
Osvojač je šest zlatnih (SP 1970.) i dviju srebrenih medalja (EP 1969. i 1971.). Igrao je za europsku momčad "svih zvijezda".

## Spisateljska karijera
Napisao je knjige:
- Pobuna robota
- Filozofski aspekti modernog Olimpizma
- Sport kapitalizam destrukcija
- Olimpijska podvala
- Novi svet je moguć
- Ustaj radniče!